# Чернозубовка (Северо-Казахстанская область)
Чернозубовка (каз. Чернозубовка) — село в районе имени Габита Мусрепова Северо-Казахстанской области Казахстана. Село входит в состав Возвышенского сельского округа. Код КАТО — 596637500.

## География

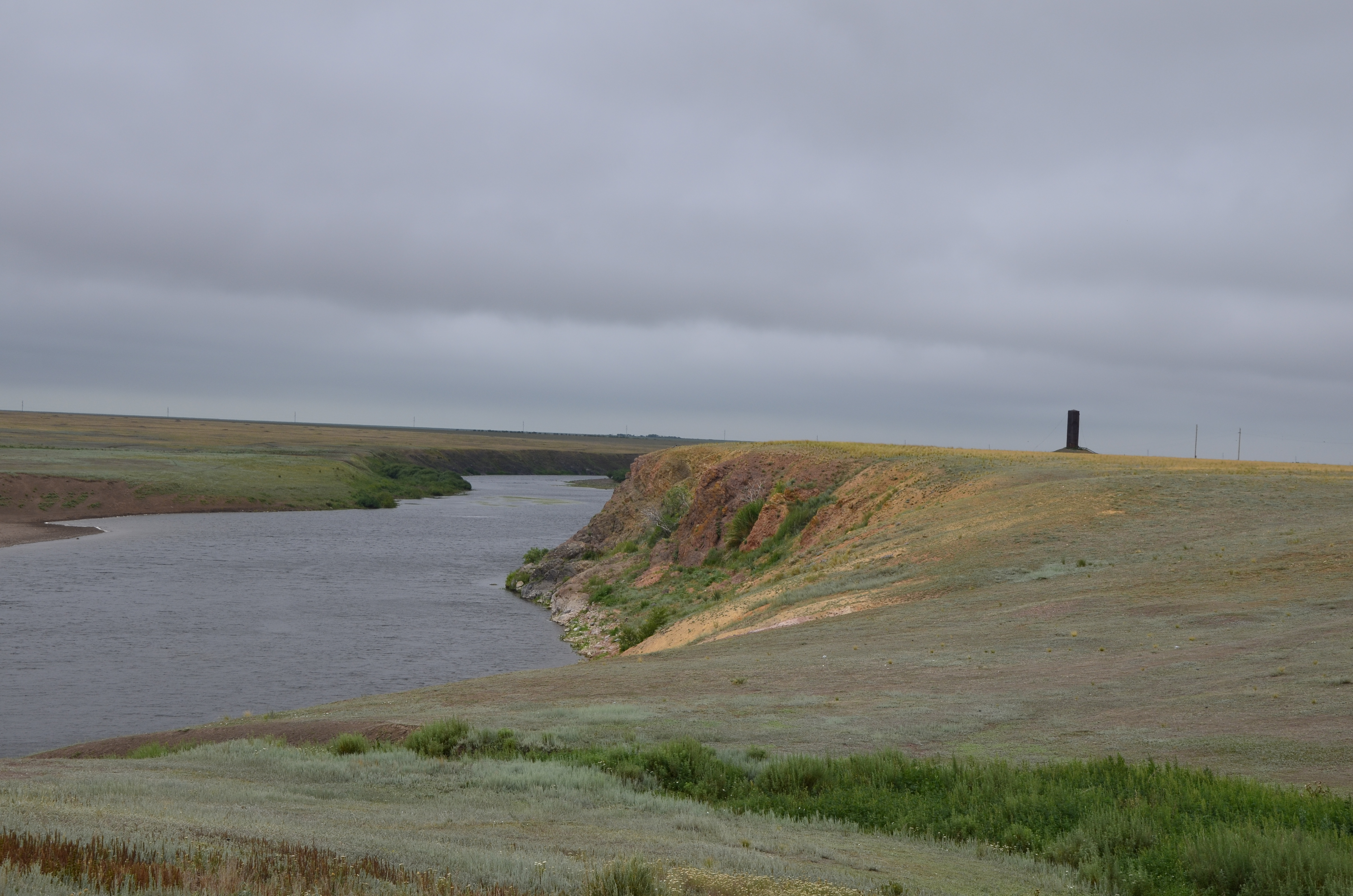
Ишим рядом с селом

Расположено на правом берегу реки Ишим.

## Население

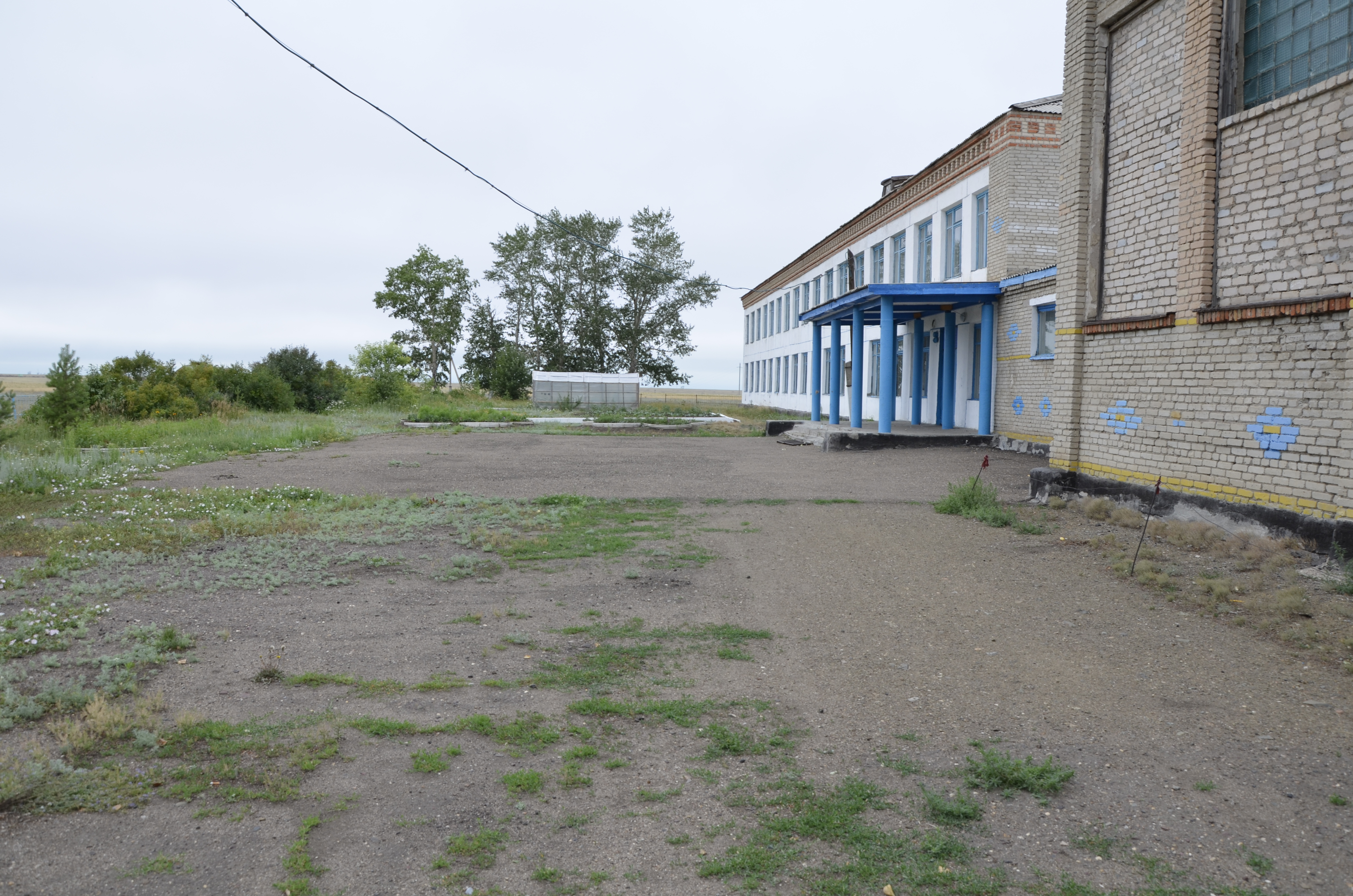
Школа

В 1999 году численность населения села составляла 649 человек (315 мужчин и 334 женщины). По данным переписи 2009 года, в селе проживало 506 человек (241 мужчина и 265 женщин).